# Montigny-les-Jongleurs

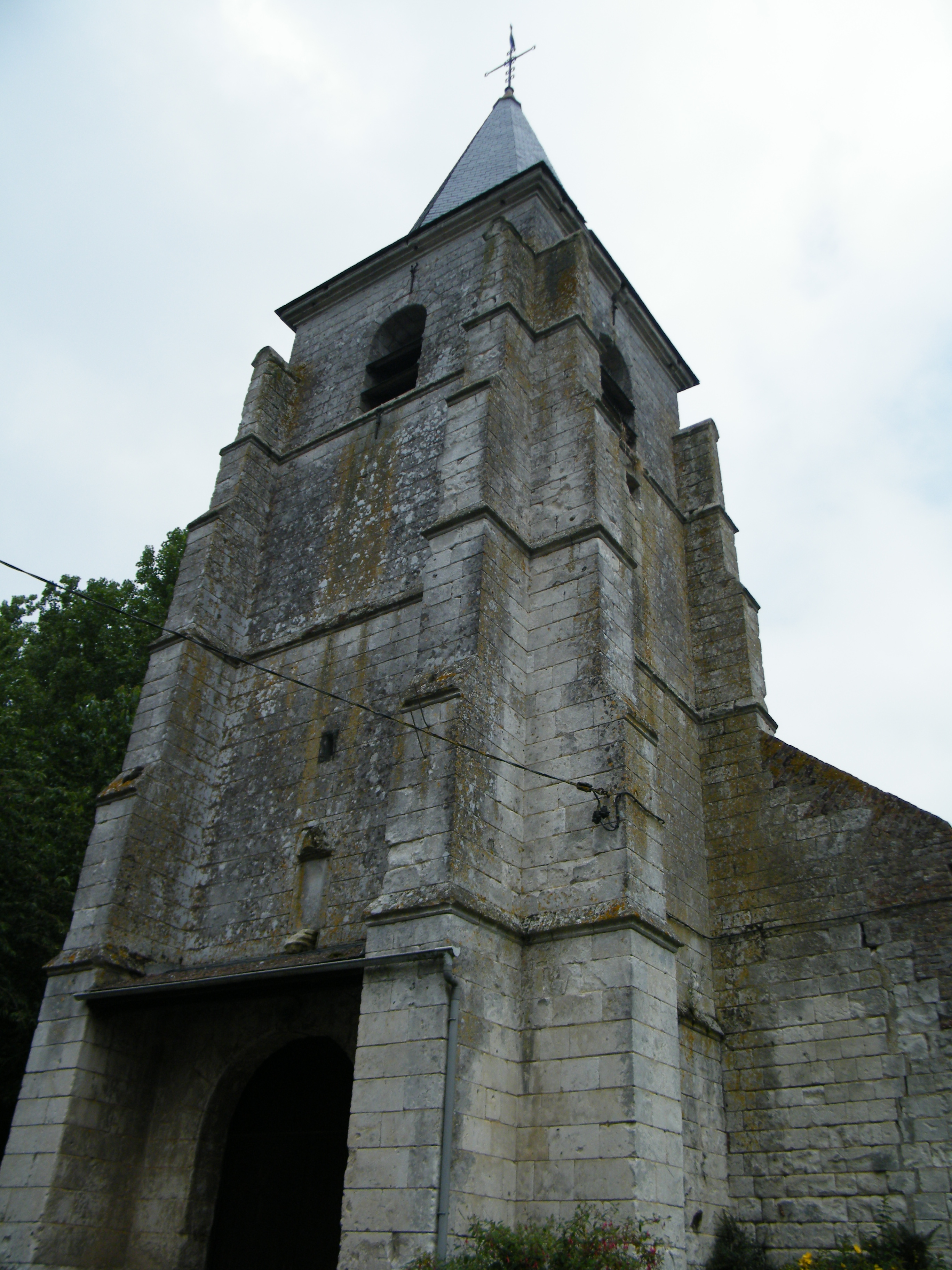
Kerk

Montigny-les-Jongleurs is een gemeente in het Franse departement Somme (regio Hauts-de-France) en telt 80 inwoners (2009). De plaats maakt deel uit van het arrondissement Amiens.

## Geografie
De oppervlakte van Montigny-les-Jongleurs bedraagt 4,9 km², de bevolkingsdichtheid is dus 16,3 inwoners per km².
De onderstaande kaart toont de ligging van Montigny-les-Jongleurs met de belangrijkste infrastructuur en aangrenzende gemeenten.

## Demografie
Onderstaande figuur toont het verloop van het inwonertal (bron: INSEE-tellingen).